# Canton de Loriol-sur-Drôme
Le canton de Loriol-sur-Drôme est une circonscription électorale française située dans la Drôme.

## Histoire
Le canton de Loriol-sur-Drôme a été créé au XIXe siècle.
Un nouveau découpage territorial de la Drôme (département) entre en vigueur à l'occasion des élections départementales de mars 2015, défini par le décret du 20 février 2014, en application des lois du 17 mai 2013 (loi organique 2013-402 et loi 2013-403). Les conseillers départementaux sont, à compter de ces élections, élus au scrutin majoritaire binominal mixte. Les électeurs de chaque canton élisent au Conseil départemental, nouvelle appellation du Conseil général, deux membres de sexe différent, qui se présentent en binôme de candidats. Les conseillers départementaux sont élus pour 6 ans au scrutin binominal majoritaire à deux tours, l'accès au second tour nécessitant 12,5 % des inscrits au 1er tour. En outre la totalité des conseillers départementaux est renouvelée. Ce nouveau mode de scrutin nécessite un redécoupage des cantons dont le nombre est divisé par deux avec arrondi à l'unité impaire supérieure si ce nombre n'est pas entier impair, assorti de conditions de seuils minimaux. Dans la Drôme, le nombre de cantons passe ainsi de 36 à 19. Le nombre de communes du canton de Loriol-sur-Drôme passe de 6 à 8.
Le nouveau canton de Loriol-sur-Drôme est formé de communes des anciens cantons de Crest-Nord (2 communes), de Loriol-sur-Drôme (5 communes) et de La Motte-Chalancon (1 commune). Avec ce redécoupage administratif, le territoire du canton s'affranchit des limites d'arrondissements, avec 6 communes incluses dans l'arrondissement de Die et 2 dans l'arrondissement de Valence. Le bureau centralisateur est situé à Loriol-sur-Drôme.

## Représentation

### Conseillers d'arrondissement (de 1833 à 1940)
| Période | Période      | Identité                                   | Étiquette   | Qualité |
| ------- | ------------ | ------------------------------------------ | ----------- | --- |
| 1833    | 1842         | Jean-Charles Besson (1804-1882)            |             | Avocat à la Cour d'appel de Paris, propriétaire à Mirmande                                                   |
| 1842    | 1852         | Alfred Blanc-Montbrun                      |             | Officier d'artillerie Propriétaire du château de la Relière à Livron                                         |
| 1852    | 1852 (décès) | Antoine Combier                            |             | Négociant, premier adjoint au maire de Livron                                                                |
| 1852    | 1870         | Edouard Ernest Combier (fils du précédent) |             | Négociant à Livron                                                                                           |
| 1870    | 1880         | Hector de Saint-Prix                       | Républicain | Propriétaire - Adjoint au maire, puis maire de Saulce Elu conseiller général du Canton de Crest-Nord en 1880 |
| 1880    | 1882 (décès) | Edouard Ernest Combier                     |             | Négociant à Livron                                                                                           |
| 1882    | 1886         | Maurice Serre                              |             | Pharmacien à Loriol                                                                                          |
| 1886    | 1900 (décès) | Etienne Henri Sibourg (1857-1900)          | Républicain | Pharmacien, maire de Livron                                                                                  |
| 1900    | 1910         | Albert Mazade                              | Radical     | Pharmacien à Montélimar Propriétaire à Livron                                                                |
| 1910    | 1919         | Alfred Charra                              | Radical     | Propriétaire, maire de Cliousclat                                                                            |
| 1919    | 1925         | Henri Pinet                                |             | Propriétaire à Loriol                                                                                        |
| 1925    | 1940         | Alfred Favot                               | Radical     | Maire de Livron (1925-1942)                                                                                  |
| 1940    |              |                                            |             | Les conseils d'arrondissement ont été suspendus par la loi du 12 octobre 1940 et n'ont jamais été réactivés  |

### Conseillers généraux (de 1833 à 2015)
| Période | Période      | Identité                 | Étiquette        | Qualité                                                                                                  |
| ------- | ------------ | ------------------------ | ---------------- | --- |
| 1833    | 1842         | Amable Gui Blancard      |                  | Maréchal de camp, Loriol                                                                                 |
| 1842    | 1874         | Jean-Charles Besson      |                  | Président du Tribunal civil de Valence (Né à Mirmande)                                                   |
| 1874    | 1896 (décès) | Henry Chalamet           | Républicain      | Docteur-médecin                                                                                          |
| 1897    | 1910         | Marius Raspail           | Républicain      | Maire de Loriol-sur-Drôme                                                                                |
| 1910    | 1919 (décès) | Albert Mazade            | Rad.             | Pharmacien à Montélimar, propriétaire à Livron, ancien conseiller d'arrondissement                       |
| 1919    | 1924 (décès) | Alfred Charra            | Radical          | Pasteur Maire de Cliousclat, conseiller d'arrondissement                                                 |
| 1924    | 1940         | Albert Serre             | Rad.             | Industriel Maire de Loriol-sur-Drôme Nommé conseiller départemental en 1942                              |
|         |              |                          |                  | |
| 1945    | 1964         | Louis Clémencin          | SFIO             | Carrossier à Loriol-sur-Drôme                                                                            |
| 1964    | 1988         | Jean Clément (1920-1993) | DVG puis PS      | Avocat                                                                                                   |
| 1988    | 1994         | Renaud Vignal            | PS               | Ministre plénipotentiaire, membre du cabinet de Jean-Pierre Cot Conseiller municipal de Loriol-sur-Drôme |
| 1994    | 2001         | Dominique Querré         | PS               | Cadre social Maire de Livron-sur-Drôme (1989-2001)                                                       |
| 2001    | 2015         | Jacques Ladègaillerie    | UDF puis UDI-PRV | Professeur d'E.P.S. Maire de Loriol-sur-Drôme (1995-2014)                                                |

### Représentation depuis 2015
| Période élective | Période élective | Mandat | Mandat   | Identité              | Nuance | Nuance | Qualité |
| ---------------- | ---------------- | ------ | -------- | --------------------- | ------ | ------ | --- |
| 2015             | 2021             | 2015   | 2021     | Françoise Chazal      |        | LR     | Maire d'Étoile-sur-Rhône Conseillère départementale déléguée chargée des personnes âgées et du handicap Suppléante du député Franck Reynier (2012-2017) |
| 2015             | 2021             | 2015   | 2021     | Jacques Ladègaillerie |        | UDI    | Maire de Loriol-sur-Drôme (1995-2014) 1er Vice-président chargé des finances, du personnel et de l'administration générale                              |
| 2021             | 2028             | 2021   | en cours | Françoise Chazal      |        | LR     | Conseillère sortante, 2ème Vice-Présidente |
| 2021             | 2028             | 2021   | en cours | Jacques Ladegaillerie |        | UDI    | Conseiller sortant, 3ème Vice-Président |

### Résultats détaillés

#### Élections de mars 2015
À l'issue du 1er tour des élections départementales de 2015, deux binômes sont en ballottage : Françoise Chazal et Jacques Ladegaillerie (Union de la Droite, 37,42 %) et Arlette Honore et Frédéric Marcel (FN, 30,31 %). Le taux de participation est de 51,04 % (10 012 votants sur 19 616 inscrits) contre 53,14 % au niveau départementalet 50,17 % au niveau national.
Au second tour, Françoise Chazal et Jacques Ladegaillerie (Union de la Droite) sont élus avec 64,81 % des suffrages exprimés et un taux de participation de 51,1 % (5 744 voix pour 10 023 votants et 19 615 inscrits).

#### Élections de juin 2021
Le premier tour des élections départementales de 2021 est marqué par un très faible taux de participation (33,26 % au niveau national). Dans le canton de Loriol-sur-Drôme, ce taux de participation est de 30,81 % (6 260 votants sur 20 319 inscrits) contre 34,1 % au niveau départemental. À l'issue de ce premier tour, deux binômes sont en ballottage : Françoise Chazal et Jacques Ladegaillerie (DVD, 47,33 %) et Jean-Marc Jacques Bouvier et Nicole Llamas (Union à gauche, 31,3 %).
Le second tour des élections est marqué une nouvelle fois par une abstention massive équivalente au premier tour. Les taux de participation sont de 34,3 % au niveau national, 34,41 % dans le département et 31,76 % dans le canton de Loriol-sur-Drôme. Françoise Chazal et Jacques Ladegaillerie (DVD) sont élus avec 62,83 % des suffrages exprimés (3 784 voix pour 6 454 votants et 20 323 inscrits),,. 

## Composition

### Composition avant 2015
| Nom                          | Code Insee | Codepostal | Superficie (km2) | Population (dernière pop. légale) | Densité (hab./km2) |
| ---------------------------- | ---------- | ---------- | ---------------- | --------------------------------- | ------------------ |
| Loriol-sur-Drôme (chef-lieu) | 26166      | 26270      | 28,66            | 6 019 (2012)                      | 210                |
| Ambonil                      | 26007      | 26800      | 1,23             | 121 (2012)                        | 98                 |
| Cliousclat                   | 26097      | 26270      | 9,65             | 651 (2012)                        | 67                 |
| Livron-sur-Drôme             | 26165      | 26250      | 39,52            | 8 978 (2012)                      | 227                |
| Mirmande                     | 26185      | 26270      | 26,45            | 504 (2012)                        | 19                 |
| Saulce-sur-Rhône             | 26337      | 26270      | 18,43            | 1 826 (2012)                      | 99                 |

Localisation du canton de Loriol-sur-Drôme dans le département de la Drôme, avant 2015.

À noter que la commune d'Ambonil ne partage aucune limite territoriale avec les autres communes du canton.

### Composition à partir de 2015
Le nouveau canton de Loriol-sur-Drôme regroupe huit communes entières.
| Nom                                      | Code Insee | Intercommunalité                | Superficie (km2) | Population (dernière pop. légale) | Densité (hab./km2) | Modifier                                    |
| ---------------------------------------- | ---------- | ------------------------------- | ---------------- | --------------------------------- | ------------------ | ------------------------------------------- |
| Loriol-sur-Drôme (bureau centralisateur) | 26166      | CC du Val de Drôme en Biovallée | 28,66            | 6 584 (2022)                      | 230                | modifier les données · modifier les données |
| Allex                                    | 26006      | CC du Val de Drôme en Biovallée | 20,17            | 2 633 (2022)                      | 131                | modifier les données · modifier les données |
| Ambonil                                  | 26007      | CC du Val de Drôme en Biovallée | 1,23             | 102 (2022)                        | 83                 | modifier les données · modifier les données |
| Cliousclat                               | 26097      | CC du Val de Drôme en Biovallée | 9,65             | 612 (2022)                        | 63                 | modifier les données · modifier les données |
| Étoile-sur-Rhône                         | 26124      | CA Valence Romans Agglo         | 42,79            | 5 497 (2022)                      | 128                | modifier les données · modifier les données |
| Livron-sur-Drôme                         | 26165      | CC du Val de Drôme en Biovallée | 39,52            | 9 272 (2022)                      | 235                | modifier les données · modifier les données |
| Mirmande                                 | 26185      | CC du Val de Drôme en Biovallée | 26,45            | 606 (2022)                        | 23                 | modifier les données · modifier les données |
| Montoison                                | 26208      | CC du Val de Drôme en Biovallée | 16,11            | 1 935 (2022)                      | 120                | modifier les données · modifier les données |
| Canton de Loriol-sur-Drôme               | 2607       |                                 | 184,58           | 27 241 (2022)                     | 148                | modifier les données                        |

## Démographie

### Démographie avant 2015
| 1962   | 1968   | 1975   | 1982   | 1990   | 1999   | 2006   | 2011   | 2012   |
| ------ | ------ | ------ | ------ | ------ | ------ | ------ | ------ | ------ |
| 11 395 | 11 040 | 11 209 | 13 559 | 15 470 | 16 314 | 17 283 | 17 922 | 18 099 |

### Démographie depuis 2015
En 2022, le canton comptait 27 241 habitants, en évolution de +1,59 % par rapport à 2016 (Drôme : +2,64 %, France hors Mayotte : +2,11 %).
| 2013   | 2018   | 2022   |
| ------ | ------ | ------ |
| 25 881 | 27 017 | 27 241 |